# Jean d'Artois
Pour les articles homonymes, voir Artois (homonymie).
Jean d'Artois, dit Sans-Terre (29 août 1321 - 6 avril 1387), comte d'Eu (1351-1387), fils de Robert III d'Artois, seigneur de Conches et de Beaumont-le-Roger, et de Jeanne de Valois, fille de Charles de Valois.

## Biographie
À cause de la trahison de son père, il est privé des terres paternelles, et emprisonné en 1334 à Château-Gaillard avec ses frères et sa mère par le roi Philippe VI.  
Le roi Jean II le Bon le libère en 1350 et lui donne en février 1351 le comté d'Eu qu'il vient de récupérer en faisant exécuter le connétable Raoul de Brienne.  
De ce fait, les Artois passent dans le parti royal qui s'oppose au parti de Navarre.    
Il fut membre de son conseil, lieutenant du roi en Normandie. Il aida le roi à s'emparer des fiefs du roi de Navarre en Normandie, participa aux prises d'Evreux et de Breteuil, servant utilement dans les guerres contre les Anglais. Il est à Bordeaux quand le roi est fait prisonnier lors de la bataille de Poitiers (1356). Il fut chargé de porter à Paris les lettres de trêve en mars 1357. Fuyant Paris, il rejoignit le dauphin Charles à Gisors en juin 1357. Il est désigné membre du Grand conseil le 4 novembre 1359. Il assiégea Péronne en 1360. Le roi Jean le Bon étant libéré par le traité de Brétigny (1360), en 1362, avec le duc de Lorraine, il accompagne le roi à son voyage en Avignon, et il se croisa avec ce dernier le 31 mars 1363. Il accompagne en Flandre le chancelier de France en septembre 1363 puis, en décembre 1363, accompagna le roi à son voyage à Londres.  
À l'avènement de Charles V le Sage, il continua à rendre ses services au roi, fit partie de son conseil, se trouva aux guerres de Picardie avec cinq chevaliers bacheliers et trente-deux écuyers de sa compagnie à Saint-Omer le 19 juin 1369, pour le duc de Bourgogne. Il suivit le roi Charles VI au voyage de Flandre contre les Flamands rebelles à leur comte, et eut la conduite de l'arrière-garde de l'armée à la bataille de Roosebeke le 29 novembre 1382, fut aux prises de Bergues et de Bourbourg en 1383. En 1384 à Lille, il assista aux obsèques de Louis de Flandre et de son épouse, placé juste après le duc de Bourgogne.
Son gisant, à la cotte d'armes semée de fleurs de lis rappelant ses origines royales et celui de son épouse, portant une robe de veuve, sont dans la crypte de la Collégiale Notre-Dame-et-Saint-Laurent d'Eu,.

## Mariage et descendance
Il épouse la veuve du comte Pierre Ier ( † 1345), comte de Dreux, Isabelle de Melun, fille de Jean Ier, vicomte de Melun, et d'Isabelle, dame d'Antoing, d'Épinoy, de Sottegem, châtelaine de Gand, et eut :
- Jeanne (1353- ap. 1420), mariée à Simon de Thouars, comte de Dreux, dite la « damoiselle de Dreux »[5]
- Jean (1355-1363), sans postérité ;
- Robert IV (1356-1387), comte d'Eu
- Philippe (1358-1397), comte d'Eu, et descendance ;
- Charles (1359-1368), sans postérité ;
- Isabeau (1361-1379) (ou Isabelle), dont le tombeau se trouve, avec d'autres, dans la crypte de la collégiale d'Eu.

Il eut également un fils naturel prénommé Guillaume, bâtard d'Eu, qui plaida au parlement de Paris en 1414 avec Jeanne d'Artois, comtesse de Dreux, contre des particuliers[réf. souhaitée].

### Articles liés
- Comté d'Eu
- Liste des comtes d'Eu
- Maison capétienne d'Artois
- Collégiale Notre Dame et Saint Laurent d'Eu